# کمیکال کامیونیکیشنز
کمیکال کامیونیکیشنز (به انگلیسی: Chemical Communications) که با نام مخفف کم‌کام (به انگلیسی: ChemComm) نیز شناخته می‌شود، مجله‌ای تخصصی از نوع داوری همتا در زمینه شیمی است که از سال ۱۹۸۹ میلادی تاکنون توسط انجمن سلطنتی شیمی بریتانیا به چاپ می‌رسد.